# Geuzen- en aanverwante penningen
Tijdens de Tachtigjarige Oorlog ontstonden er een groot aantal verschillende geuzen- en aanverwante penningen, zoals spot- en (reken)penningen met meestal een politieke achtergrond.

## Troebelen
Toen in 1555 Filips II zijn vader Karel V opvolgde als landsheer van de Nederlanden was het nog oorlog met Frankrijk. Na het beëindigen daarvan benoemde Filips II zijn halfzuster Margaretha van Parma tot landvoogdes over de Nederlanden en vertrok naar Spanje. Overigens vestigde hij de werkelijke macht over de Nederlanden bij de drie permanente leden van de Raad van State Granvelle, Viglius – tevens voorzitter van de Geheime Raad – en Berlaymont. Deze drie werden later ook wel de Consultá genoemd, want Margaretha kon niets doen zonder hen te raadplegen.
Voordat de Nederlandse Opstand begon was er veel onrust door religieuze vervolgingen, versterkt door de voedselschaarste. De lage adel, die net als het volk in vooral de zuidelijke Nederlanden relatief sterk verarmd was, verenigde zich in 1565 in het Compromis, dat een gematigd programma opstelde, vooral gericht op verzachting van tegen Hervormden gerichte plakkaten. Maar ook was de lage adel bang om macht en inkomsten te verliezen door de wens van Philips II om een modernere staatsvorm in te voeren. Begin april 1566 kwamen 400 van haar leden in Brussel bijeen en onder leiding van Brederode en Lodewijk van Nassau boden zij op 5 april een verzoekschrift, het Smeekschrift der Edelen, aan Margaretha aan. Daarbij zou een hoveling of een adviseur – mogelijk Berlaymont, want Granvelle zat in Spanje – spottend tegen Margaretha hebben gezegd Ce ne sont que des gueux, het zijn maar bedelaars.
Drie dagen later, dus op 8 april 1566, hielden de edelen in Brussel in het paleis van de graaf van Culemborg een banket. Tijdens dat banket zouden ze op voorspraak van Hendrik van Brederode de oorspronkelijk als denigrerend ervaren betiteling 'Gueux' als eretitel voor hun groep hebben gekozen.
Als symboliek van het bedelaar zijn werden nappen (bakjes) en flessen, zoals echte bedelaars die bij zich droegen, gekozen en op de kleding gedragen; de bedeltas werd wat later op de waarschijnlijk eerste geuzenpenning afgebeeld. 
Dit was minder een excentrieke uiting van de lagere adel dan het oppikken van de toen algemene traditie van rolomkering als bij het carnaval. Een kostuum met enerzijds symbolen als bedelnappen en flesjes en zoals in het verdere zal worden behandeld met een lint met een zilveren of vergulde geuzenpenning om de hals moest onafhankelijkheid en dominantie tonen. Omdat ook bedelmonniken dezelfde attributen kenden  -  maar ook omdat sommige geuzen ook wel gekleed gingen met een door hun orde gedragen pij  -  kon de kledingsymboliek ook nog worden opgevat als bespotting van de kerkelijke autoriteiten.
In de 16e eeuw was het in een aantal steden en heerlijkheden slechts mogelijk om te bedelen met toestemming van het bestuur of de heer. Vaak waren bedelaars dan verplicht om al dan niet zichtbaar een tinnen of koperen plaatje met inscriptie op zak te hebben of te dragen. De relatie 'bedelaar', 'geus' en 'penning' wordt steeds duidelijker.

## De waarschijnlijk eerste politieke geuzenpenning
Uit correspondentie tussen Granvelle (in Madrid) en zijn secretaris Morillon (in Brussel) blijkt dat de medailleur Jacques Jonghelinck, protegé van Granvelle, in één der bijgebouwen van het hof in het voorjaar van 1566 een kleine draagpenning in versies van lood, tin, koper, zilver of goud heeft gegoten (versies in koper of tin zijn nu onbekend, een enkel exemplaar in lood komt voor, maar omdat lood zacht is, is het moeilijk om na zoveel eeuwen vast te stellen of het een origineel is of – veel waarschijnlijker – een latere kopie). Op 15 juni stuurde Morillon een loden exemplaar aan Granvelle met de sneer dat er meer in lood worden gemaakt dan in de andere metalen, bovendien was hij kennelijk bedoeld voor armelui, want affin peult-estre que les Geutz demeurent en leur qualité, zoiets als misschien om de penningkwaliteit voor Geuzen gepast te houden. Een dergelijke penning in verguld zilver is hieronder afgebeeld.

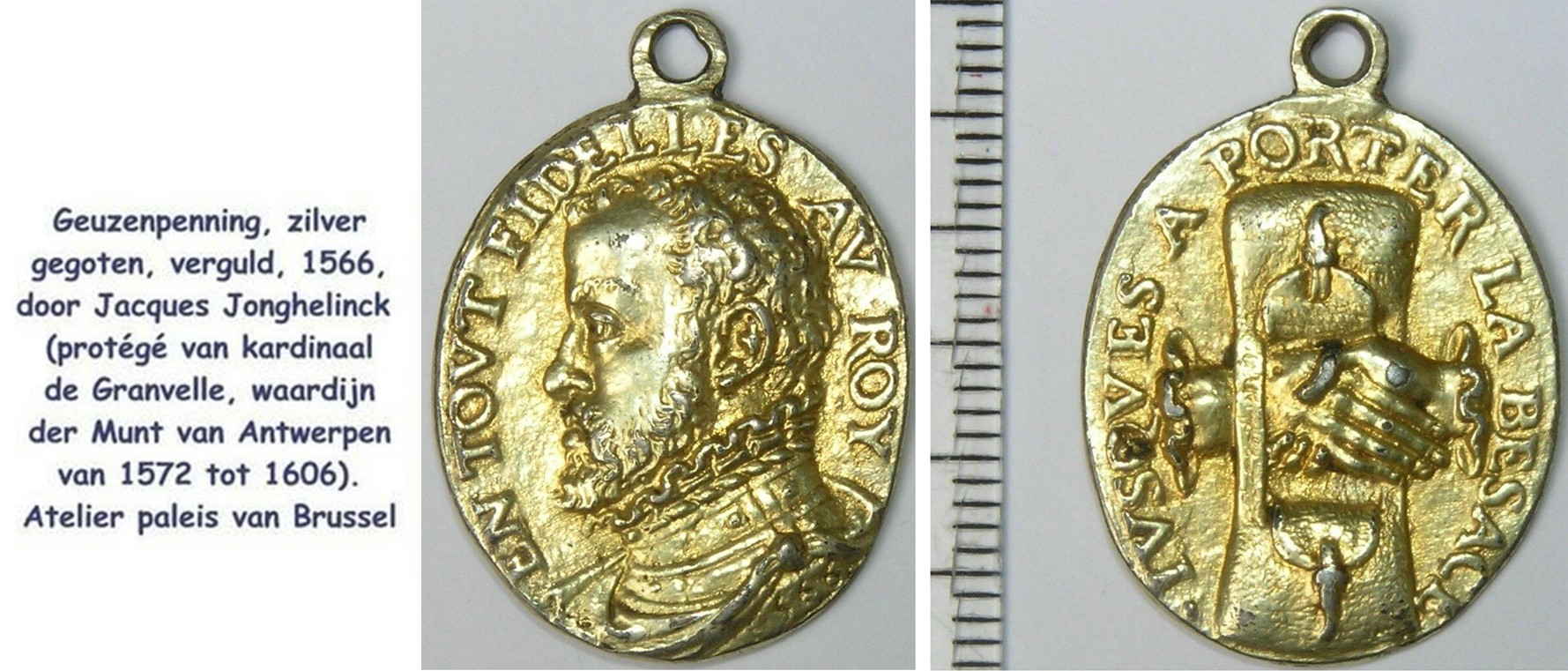
Verguld zilveren geuzenpenning, 1566

Er is (nog) geen authentieke gedetailleerde omschrijving van deze penning gevonden, maar wel is op diverse schilderijen en prentwerk uit die tijd een penning met vergelijkbare grootte en voorstelling zichtbaar. De penning is beschreven in deel I van het standaardwerk van Gerard van Loon (Beschrijving der Nederlandsche Historipenningen, 1713-1731) en heeft sindsdien de codering vL.I 85/84.5. Hij wordt gekwalificeerd als 'zeldzaam tot zeer zeldzaam'.
De penning, het ovaal zonder draagoog is slechts 25,5 mm hoog, toont aan de voorzijde Filips II met in de afsnede 1566 en de omtekst 'EN TOVT FIDELLES AV ROY'; aan de keerzijde een bedeltas met samengevouwen handen en de omtekst 'IVSQVES A PORTER LA BESACE'. De betekenis van de omteksten is 'In alles trouw aan de koning' 'zelfs tot aan de bedelstaf'. De penning werd gedragen aan een lint op de borst, en dus vooral door de edelen. Morillon vermeldt verder dat hun buurman de 'tourneur', waarschijnlijk een houtbewerker/meubelmaker, veel houten napjes maakt die zo klein zijn dat de dames ze aan de oren dragen. Daarvan zijn overigens geen exemplaren bekend. Het is uit authentieke afbeeldingen gebleken dat enkele edelen aan het draaglint ook bedelnapjes en kalebasflesjes hadden bevestigd.
Op de penning zijn vooral aan de keerzijde enkele kleine slijtplekjes van het verguldsel te zien, dit wijst op het dragen over een borstkuras.
Ongeveer de helft van de bekende exemplaren heeft geen draagoog meer. Dat is er afgehaald in de late 17e of 18e eeuw, omdat veel penningverzamelaars uit die periode een penning met draagoog niet mooi vonden. Het museum Het Prinsenhof te Delft heeft in 2003 een dergelijk exemplaar in verguld zilver verworven.
Al vroeg in de 17e eeuw is er gebrek aan geuzenpenningen. Nu het noorden in de oorlog aan de winnende hand was, identificeerden steeds meer mensen zich met de strijd van de Geuzen. Al vanaf die tijd is deze penning door derden opnieuw gemaakt, maar dan te later de periode te minder gegoten en te meer geslagen. Het Huis Van Gijn te Dordrecht toonde in 2005 een 17e-eeuws exemplaar, uit de collectie van het Rijksmuseum.
In 2011 dook in een veiling van Schulman te Amsterdam een zilver exemplaar zonder oogje, met een gat en een ringetje op. De penning vertoonde al een breuk langs het gelaat van Filips. Ook dit exemplaar is afgebeeld.

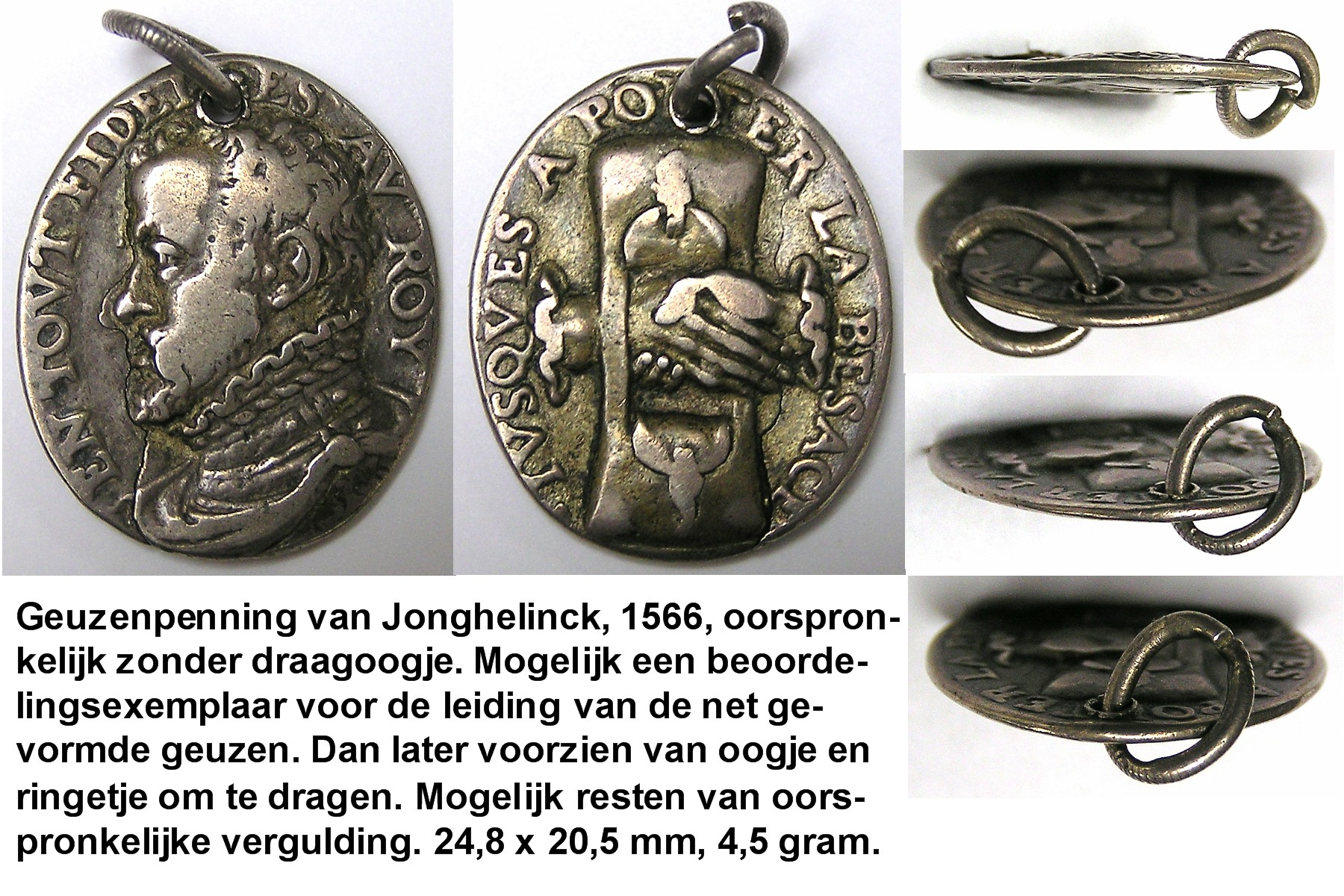
Prototype geuzenpenning van Jonghelinck, 1566

Grondige bestudering van de penning heeft doen besluiten om deze te beschouwen als een voorloper zonder aangegoten oogje van de penning met een aangegoten oogje. Jonghelinck zou dan eerst een matrijs met de penning zonder oogje hebben vervaardigd. Na goedkeuring van één of meer exemplaren door "het bestuur" van de Geuzen zou hij dan de vorm van een oogje in zijn matrijs hebben aangebracht. De breuk in de penning zou dan kunnen worden verklaard door opgebouwde spanning, veroorzaakt door het te snel ontlaten na het gieten.
In een later stadium zou deze penning zijn voorzien van een gat en een ringetje om hem ook aan een lint te kunnen dragen. In deze vorm moet de penning worden beschouwd als ten minste uiterst zeldzaam en wellicht dat dit nog het enige overgebleven exemplaar is en dus uniek.

## Een vroege politieke geuzenpenning van een onbekende medailleur
Morillon schrijft op 7 juli 1566 aan Granvelle dat hij boos was op Jonghelinck omdat hij de eerste geuzenpenning die hij had gemaakt had gebroken. Waarschijnlijk bedoelt Morillon dat Jonghelinck de gietmodellen had vernietigd. Maar Morillon dacht wel dat Jonghelinck hem opnieuw zou kunnen maken, hoewel hij aan de eerste versie vrijwel niets had verdiend. Het is (nog) niet bekend wie de medailleur is van de hieronder afgebeelde verguld zilveren gegoten geuzenpenning met de codering vL.I 85/84.4 en de kwalificatie 'zeer zeldzaam'.

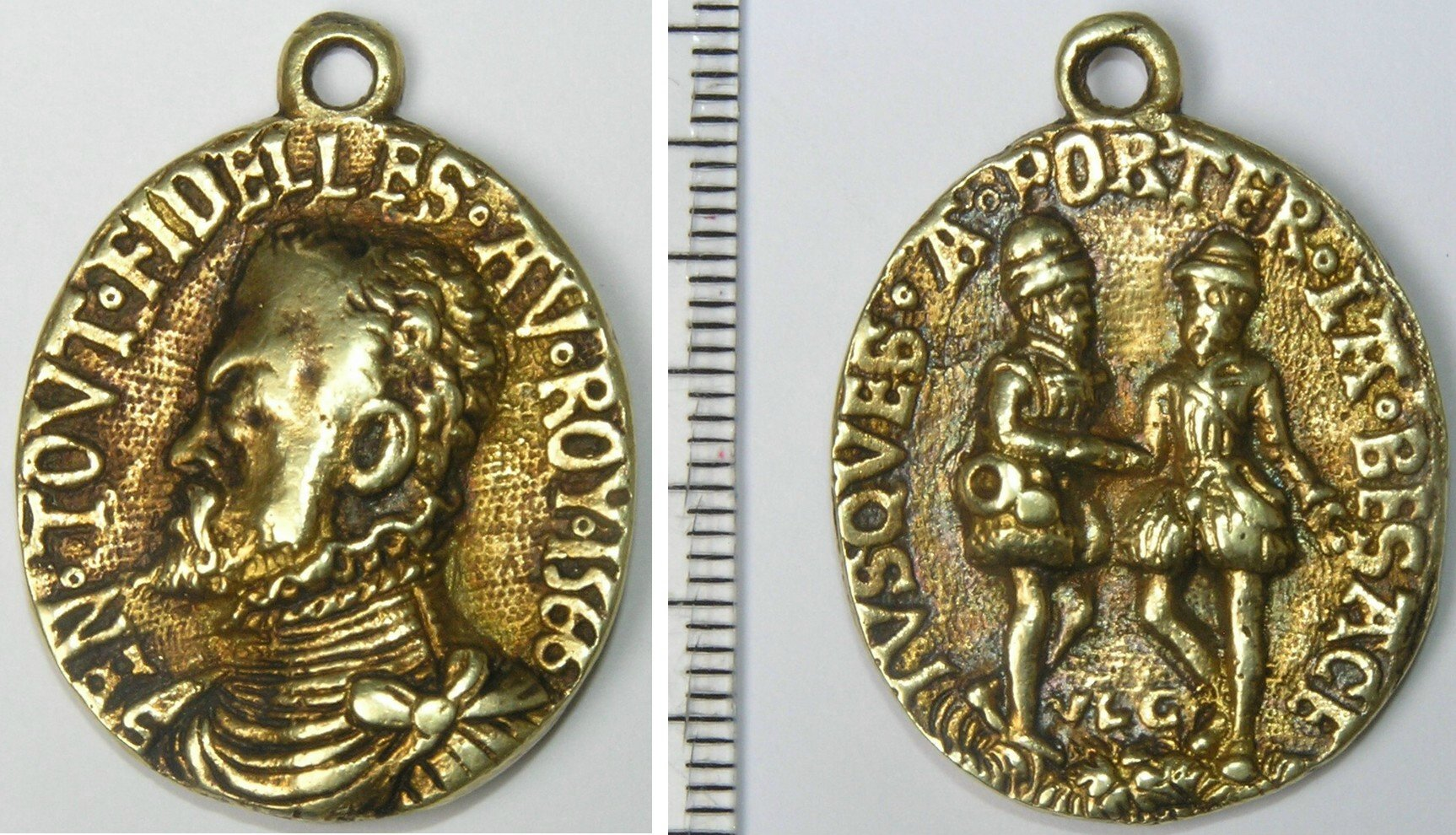
Gegoten, verguld zilveren geuzenpenning 1566, door een (nog) onbekende medailleur

De omschriften zijn vrijwel identiek aan eerstgenoemde penning met dit verschil dat '1566' nu in de omtekst is opgenomen en niet op de afsnede van het borstbeeld van Filips II staat. Er zijn holle punten geplaatst tussen de woorden van de omtekst. De penning is iets groter en 'voller'. De hoogte van het ovaal is 30,5 mm. Op de keerzijde is niet de bedeltas afgebeeld maar twee edelen die elkaar de hand reiken. Merk op dat de linker edele een bedelnap en een kalebasfles aan de gordel draagt. Op de keerzijde is onder de edelen een monogram zichtbaar met de letters "V L G" ofwel "vive les gueux" – leve de geuzen – zoals van Loon als mogelijkheid ziet. Overigens is het niet onmogelijk dat ook deze penning door Jonghelinck, dan wel door een bevriende of met hem samenwerkende medailleur, is ontworpen; qua stijl en uitvoering zijn er enkele overeenkomsten.
De datering van de penning is moeilijker (vermelding van '1566' op de penning is niet doorslaggevend). Een der edelen is al met bedelnap en kalebasfles uitgerust, de andere edele draagt nog geen penning aan een lint op de borst (bij de twee edelen op geuzenpenningen van 1572 wel). Een ander gegeven is dat vanaf de zomer van 1566 het volk in hevige opstand kwam en de beeldenstorm door de Nederlanden raasde, beginnend op 10 augustus 1566 in Steenvoorde. De koning, Margaretha, de Consultá en de hoge adel waren woedend, er zouden geen concessies meer worden gedaan en de meerderheid van de lage adel wilde er evenmin iets van weten. Het Compromis werd ontbonden en de hoge adel zwoer in meerderheid opnieuw trouw aan de koning. Een penning met gemengd karakter zoals de beeltenis van Philips II en geuzensymboliek is dan niet goed denkbaar meer. Daaruit wordt geconcludeerd dat deze penning in de voorzomer van 1566 is ontstaan.
Van der Meer (zie onder bronvermelding) noemt nog een andere uitvoering en wel in goud, die aan de graaf van Hoorne zou hebben toebehoord. Deze is vrijwel identiek aan Jonghelincks geuzenpenning, maar heeft volle punten tussen de woorden in de omtekst. Er is geen twijfel aan de authenticiteit van de penning, maar de vraag blijft of hij daadwerkelijk is gedragen door Hoorne, die immers al in 1568 op bevel van Alva geëxecuteerd werd. Wellicht is deze derde geuzenpenning ook door Jonghelinck of een bevriende medailleur gegoten.
De kwestie wie de medailleur van de tot nu genoemde penningen was, is niet echt opgelost. Dat Jonghelinck een geuzenpenning medailleerde staat vast en dat het in ieder geval de eerstgenoemde was is aannemelijk. Er is echter nog geen exacte beschrijving van diens geuzenpenning gevonden; voorts halen vanaf de late 17e eeuw auteurs vroegere bronnen aan zonder echte controle. Uit de 16e eeuw zijn afbeeldingen – schilderijen, gravures et cetera – bekend van personen die geuzenpenningen aan een lint dragen. In veel gevallen zijn de details van de penning zo summier dat zelfs al niet kan worden geconcludeerd of het nu de als eerste hier besproken of de als tweede besproken penning betreft.

## Een geuzenpenning voor de hervormden als halve maan
De hieronder afgebeelde zilveren gegoten en nabewerkte penning wordt ook wel 'halve maan van Boisot' genoemd, omdat de watergeuzen onder bevel van Lodewijk van Boisot een dergelijke penning aan hun hoeden droegen bij het ontzet van Leiden in 1574.

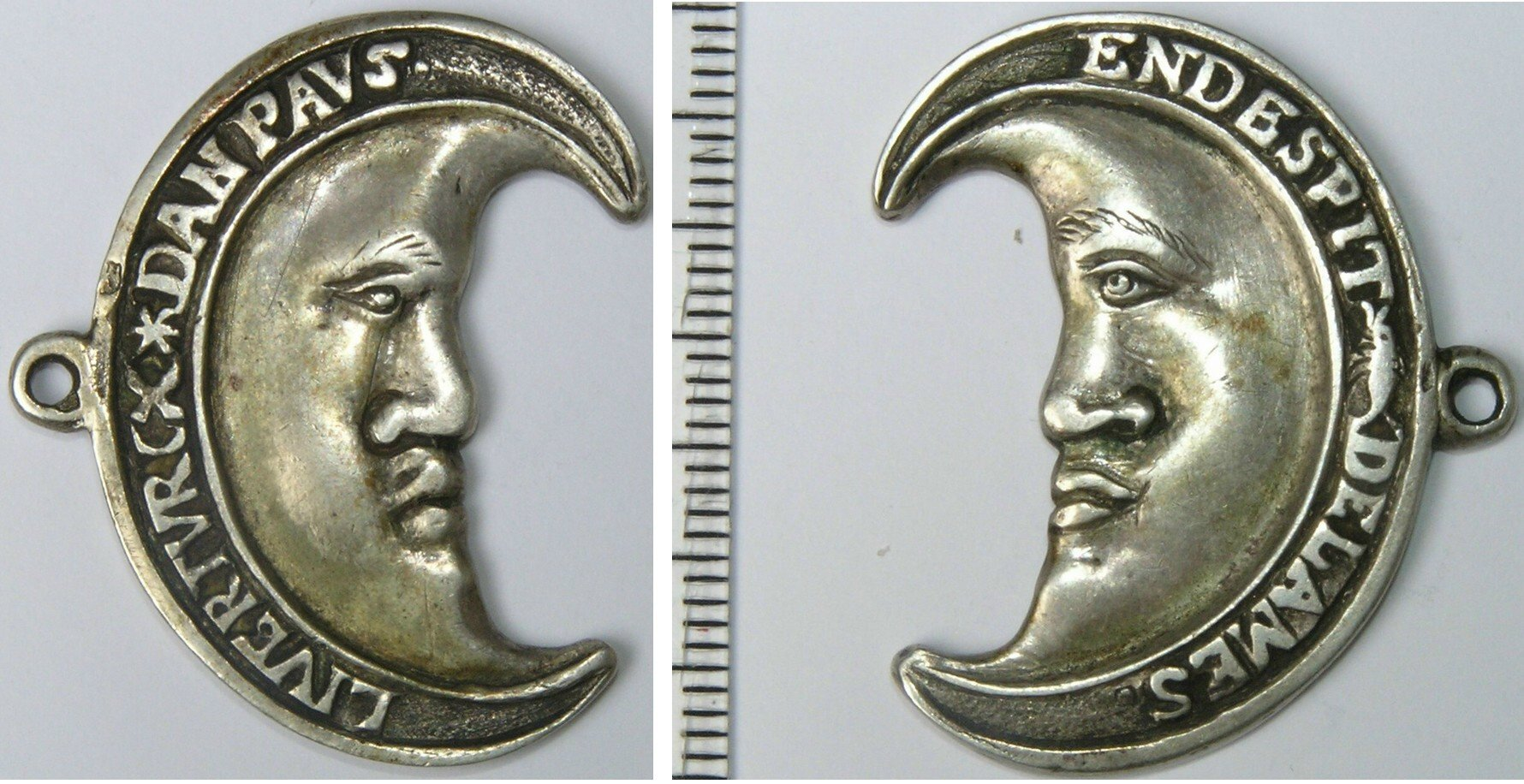
Zilveren, gegoten en nabewerkte geuzenpenning 'halve maan', circa 1570

De penning is ongeveer 35 mm groot. De tekst luidt 'LIVER TVRCX DAN PAVS' en 'ENDESPIT DELA MES', Liever Turks dan paaps en in weerwil van de mis. De oorsprong van deze tekst komt uit Antwerpen en omgeving in 1566. Volgens de overlevering liepen de thuiskomers van een hagenpreek door de straten van Antwerpen, roepende 'Zilveren manen op de mouw, liever Turks dan Papauw'. De keuze voor een halve maan als hoofdvorm wordt daarom verklaard uit sympathie voor de Turken met hun symboliek van een wassende maan. Opvallend zijn de afbeelding van een ster tussen ....TVRCX en DAN.... en van het kreeftje tussen ...PIT en DEL.... Ster noch kreeftje zijn huismerken, maar moeten naar hun tijd  -  16e eeuw  -  worden opgevat als begrip. Dan luiden de teksten, vertaald naar nu, 'Liever Turks, pas goed op, dan paaps' en 'Ten spijt, ik krabbel terug, in weerwil van de mis'. De penning heeft de codering vL.I 192/190.1 en de kwalificatie zeldzaam tot zeer zeldzaam. Het afgebeelde exemplaar is een vroege versie van de penning. In 1573 of begin 1574 wordt deze penning opnieuw in een groot aantal gegoten om door de watergeuzen te worden gedragen; dan verschijnt een versie waarbij in het woord 'PAVS' 'A' en 'V' aan elkaar worden geschreven.
Het Stedelijk Museum De Lakenhal te Leiden toont deze penning in zijn vitrine over de stadsgeschiedenis. Wel is aan die penning nog een extra zilveren ringetje bevestigd, wat er op duidt dat deze – wellicht later – aan een ketting is gedragen. Het museum te Den Briel bezit eveneens deze voor deze stad zo belangrijke penning; immers Den Briel is in 1572 ook "bevrijd" door de watergeuzen en ook toen droegen sommigen volgens de overlevering al deze penning aan hun hoed. Er wordt verondersteld dat Herman Moded in 1566 als voorganger bij de hagenpreken rond Antwerpen de leuzen heeft gepropageerd. Hij zou dan later – als 'vlootpredikant' – de hernieuwde productie voor het dragen van de halve manen door de watergeuzen hebben bepleit.

## Een vroege geuzenpenning, uitvoering barok
De hieronder afgebeelde geuzenpenning gaat terug op de twee eerder beschreven penningen, maar is aanzienlijk groter en zwaarder. De door de – onbekende – medailleur gekozen stijl is die van de vroege barok. Het afgebeelde exemplaar is in zilver gegoten en heeft nog de oorspronkelijke – wel flink gesleten – vergulding. In tegenstelling tot de als tweede afgebeelde penning draagt de rechter edelman al een geuzenpenning op zijn borst en daarmee weer in overeenstemming vinden we de letters "VLG", "Vive les geux". Op de afsnede van het borstbeeld van koning Filips II is vermeld "1566". In die tijd rekende men het jaar 1566 als lopend tot wat wij nu Pasen 1567 noemen. Is deze penning nu voor Pasen 1567 ontworpen en gegoten. De evolutie van de geuzenpenningen vanaf het moment dat de edelen zich "geuzen" gingen noemen tot Pasen 1567 zou zich dan, inclusief de periode waarin de beeldenstorm plaatsvond, in betrekkelijk korte tijd hebben moeten voltrekken. Op de keerzijde van bedeltas via twee edelen zonder penning op de borst naar twee edelen al met een penning op de borst. De vermelding van "1566" op de afsnede van het borstbeeld van Filips II en de vorm van het borstbeeld zelf hebben geleid tot de veronderstelling dat ook dit een penning van Jonghelinck of een bevriende of met hem samenwerkende medailleur zou zijn. 

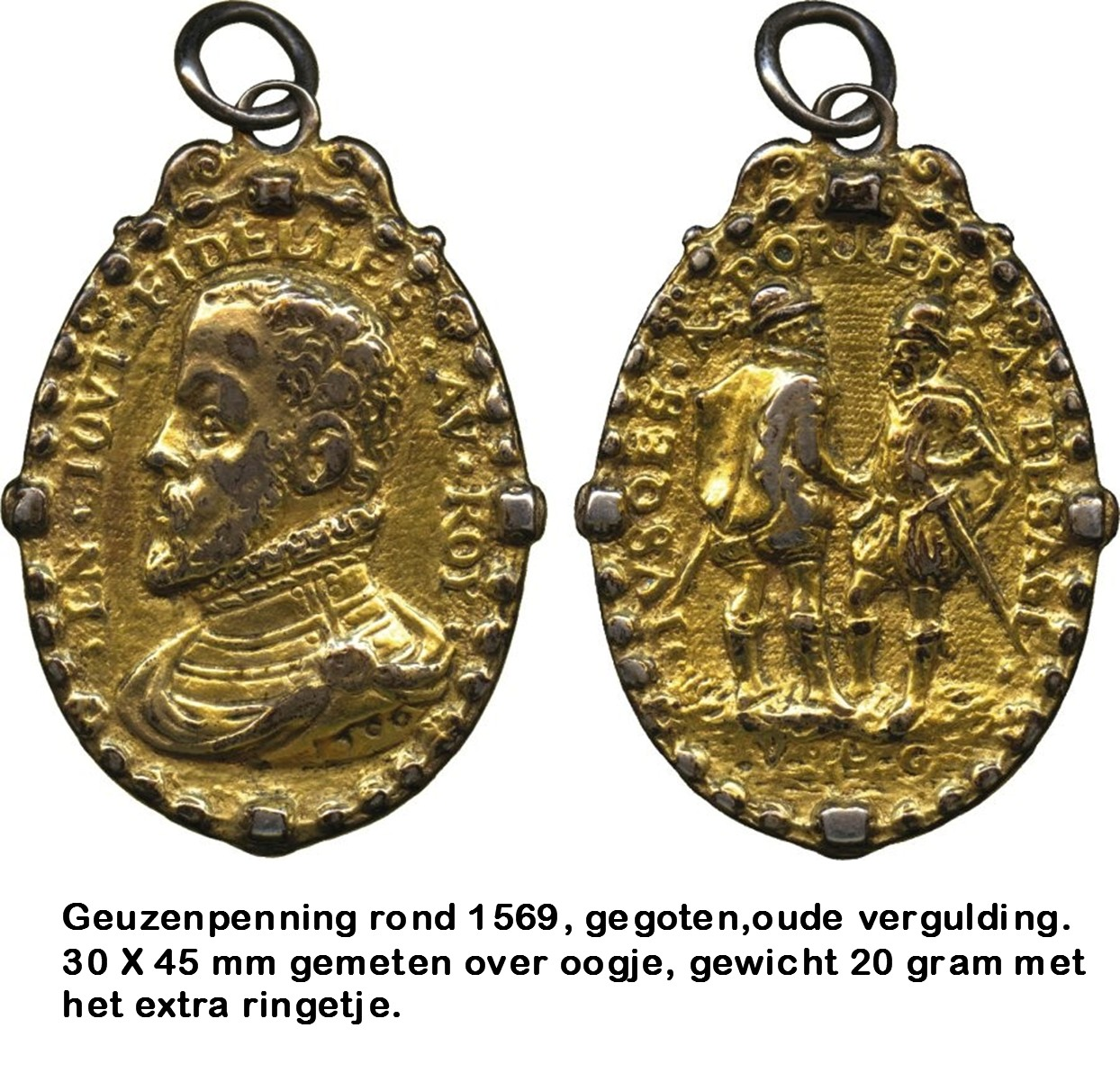
Zilveren gegoten en vergulde vroege barok geuzenpenning

De afgebeelde penning meet 30 bij 45 mm, gemeten over het oogje en weegt 20 gram, inclusief het ringetje en is daarmee belangrijk groter en zwaarder dan de eerste twee afgebeelde geuzenpenningen. Deze penning wordt in het algemeen beschreven als vL I, 85/84.2 en is zeer zeldzaam. Maar daarbij moeten we aannemen dat Van Loon deze penning destijds niet zelf heeft gezien, immers in zijn beschrijving ontbreekt "1566" in de afsnede, maar veel belangrijker de tekst "VLG", die hij in de beschrijving van de hierboven als tweede afgebeelde geuzenpenning wel vermeldt.

## Een penning op de Tiende Penning, 1572
Alva was van mening dat, wilde het koninklijk gezag werkelijk sterk zijn, dan moest het ontslagen zijn van het telkens aanvragen van de beden bij de Staten. Dat was alleen mogelijk door de heffing van vaste belastingen. In 1569 wilde hij de invoering van een eenmalige belasting van 1% op bezit en een paar jaar later de invoering van belasting van 5% op verkoop onroerend goed en van 10% op roerend goed. De laatste werd de Tiende Penning genoemd. Vooral tegen deze belasting was fel verzet en wel zodanig dat Alva voor twee jaar genoegen nam met een afkoopsom. Willem van Oranje werd als held gezien en er is door een onbekende medailleur de hier weergegeven penning gegoten.

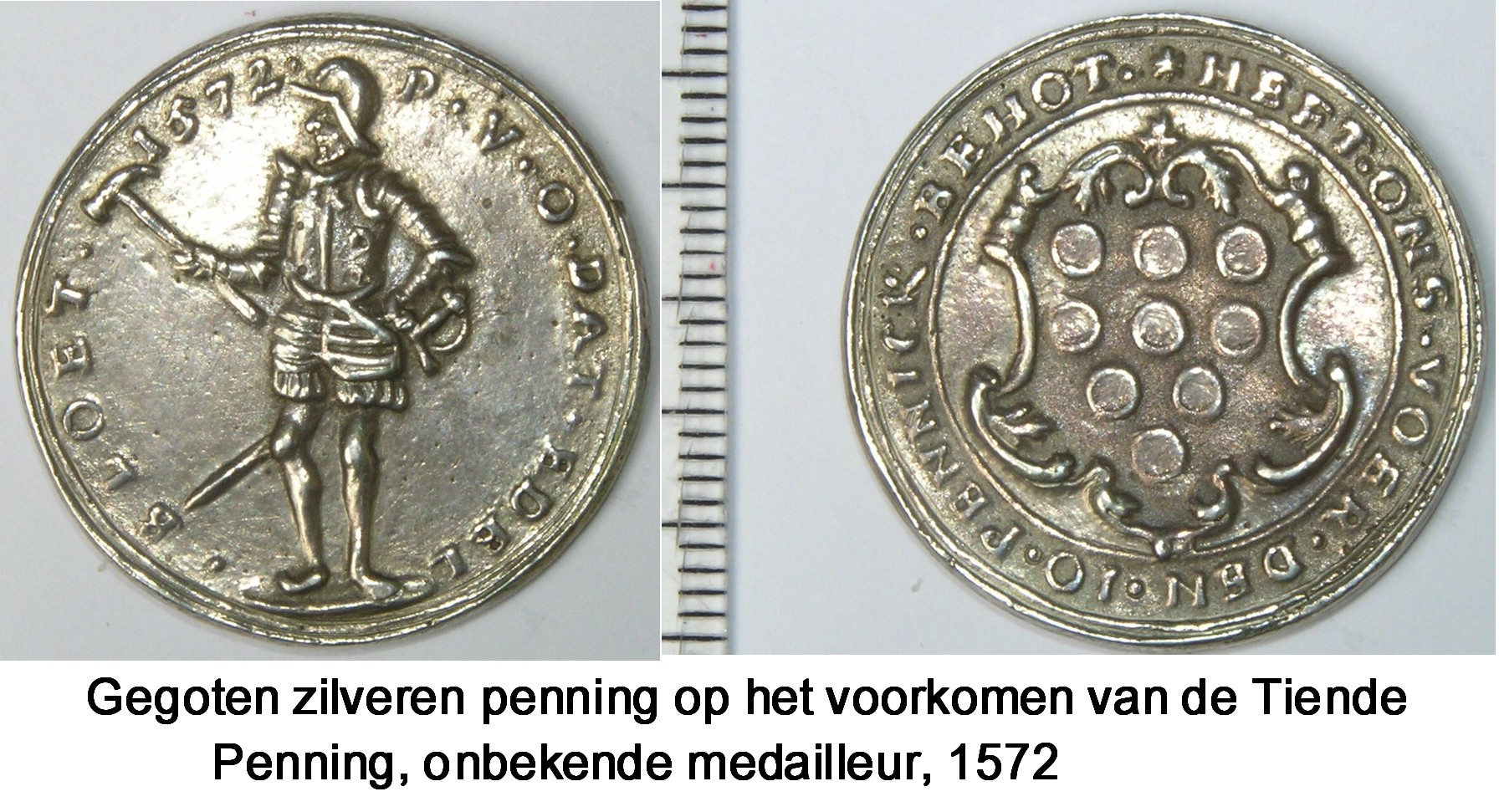
Zilveren penning, 1572, op de verlossing van de 10e penning

Op de voorzijde van de eigenlijk onaanzienlijke zilveren penning van slechts 28 mm doorsnede zien we Willem van Oranje in harnas met zwaard en strijdhamer en de omtekst "P. V. O. (ofwel Prins van Oranje) DAT EDEL BLOET". De keerzijde vertoont 9 penningen op een schild en de omtekst "HEFT ONS VOER DEN 10 PENNINCK BEHOT".
Deze gegoten penning heeft de codering vL.I 157/155.1 en de kwalificatie zeer zeldzaam. Overigens komt deze penning vaker als geslagen en in een groter formaat voor. In de 17e eeuw is er door toenemende verzamellust gebrek aan deze penning en wordt hij "heruitgegeven", maar moet er dan wel minder armoedig uitzien.
Deze penning is hierbij opgenomen vanwege het duidelijke verband met de volgende geuzenpenning.

## Een politieke geuzenpenning 1572 als zichtpenning
1572 is een bijzonder jaar, de belasting van de tiende penning wordt voorkomen (eigenlijk afgekocht) en de watergeuzen nemen Den Briel voor de Prins van Oranje. Ook Vlissingen, Vere en Enkhuizen "gaan over". Aanleiding dit te vieren met een penning. Dat het later in dat jaar goed mis zou lopen (Mechelen "getuchtigd", Naarden uitgemoord, beleg voor Haarlem) speelt nog geen rol. Het betreft een zilveren penning, geslagen op een gegoten plaatje zilver, origineel zonder draagoog, codering vL.I 148/145 en kwalificatie uiterst zeldzaam (een gelijksoortige verguld zilveren, maar gegoten penning met draagoog en een ring en een iets afwijkende afbeelding van de twee edelen – vorm en plaats hoed linker edelman versus omschrift – gelijke codering en kwalificatie, werd in april 2002 bij Laurens Schulman b.v. geveild).

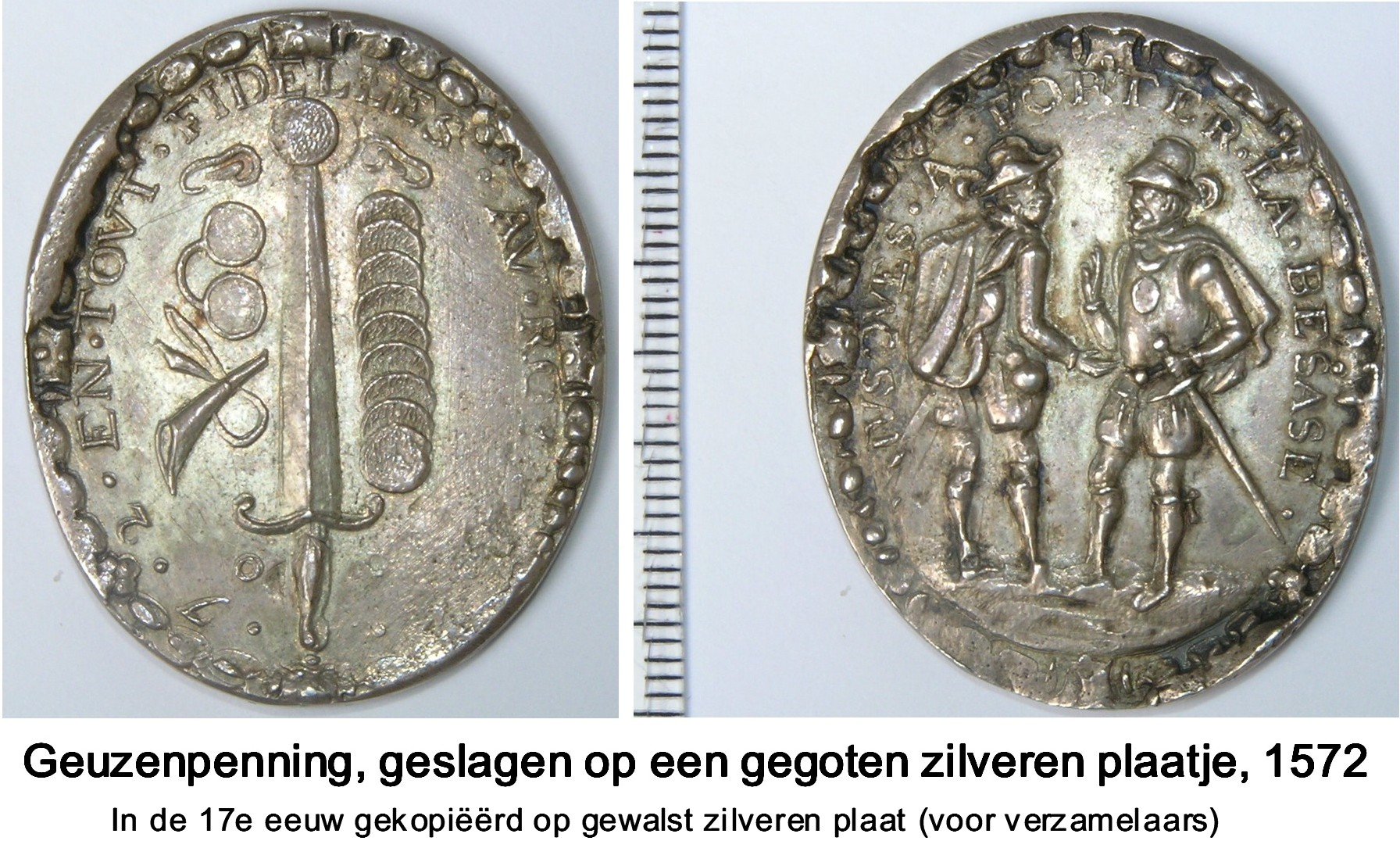
Zilveren geuzenpenning, 1572

De grootste afmeting is 38,5 mm. Op de voorzijde een zwaard, waarboven één penning tussen twee oren, rechts daarvan de overige negen penningen en links daarvan een (knijp)bril en een zogenaamde "vogelaarsfluit". Het omschrift luidt "EN TOVT FIDELLES AV ROY 1572". Het jaartal is door zwakke slag slechts gedeeltelijk leesbaar. Op de keerzijde twee "edelen", de linker met een duidelijke kalebasfles en bedelnap, de rechter met een (veel te grote) geuzenpenning aan een lint op de borst en het omschrift "IVSQVES A PORTER LA BESASE". Deze penning wordt vanwege de omschriften als geuzenpenning gezien. Men haat Alva – de oren op de penning en de "vogelaarsfluit" verwijzen naar "Alva moet naar ons luisteren", de knijpbril naar de verrassing van Den Briel – maar Philips II wordt pas in 1581 met het "PLACCAERT VAN VERLATINGHE" niet meer als soeverein erkend. De negen plus één penningen verwijzen naar de belasting op de tiende penning, zoals ook bij de vorige penning. Of Van Loon deze penning ooit zelf heeft gezien valt te betwijfelen. Hij vermeldt immers dat de twee edelen zijn afgebeeld "eenige penningen onder hunne voeten hebbende", penningen die door hem zijn afgebeeld ter grootte van minstens een halve voet van een edele. En dat is op de mij bekende exemplaren (nog) niet gebleken. 
Het doel van deze en voorgaande penning is niet duidelijk; waren ze bedoeld als memoriepenning of waren ze bedoeld om bij je te dragen als aanduiding op vertoon dat je er ook bij hoorde. Gezien de moeilijke economische omstandigheden, waar voor luxe weinig ruimte was, is het gebruik als zichtpenning meer waarschijnlijk. Overigens is de penning bij van Loon afgebeeld met een heel klein draagoogje.

## Het Eeuwig Edict
Na de Pacificatie van Gent komt in 1577 het Eeuwig Edict tot stand, een overeenkomst tussen de Staten-Generaal en Juan van Oostenrijk, waarbij hij zich neerlegt bij de Pacificatie.
Jacques Jonghelinck, waarschijnlijk de medailleur van de eerste geuzenpenning en van 1572 tot 1606 waardijn van de munt van Antwerpen, ziet brood in het enthousiasme en ontwerpt een memoriepenning, die in grote aantallen in zilver wordt gegoten. De codering is vL.I 234/230.1 en er is geen kwalificatie omtrent de zeldzaamheid.

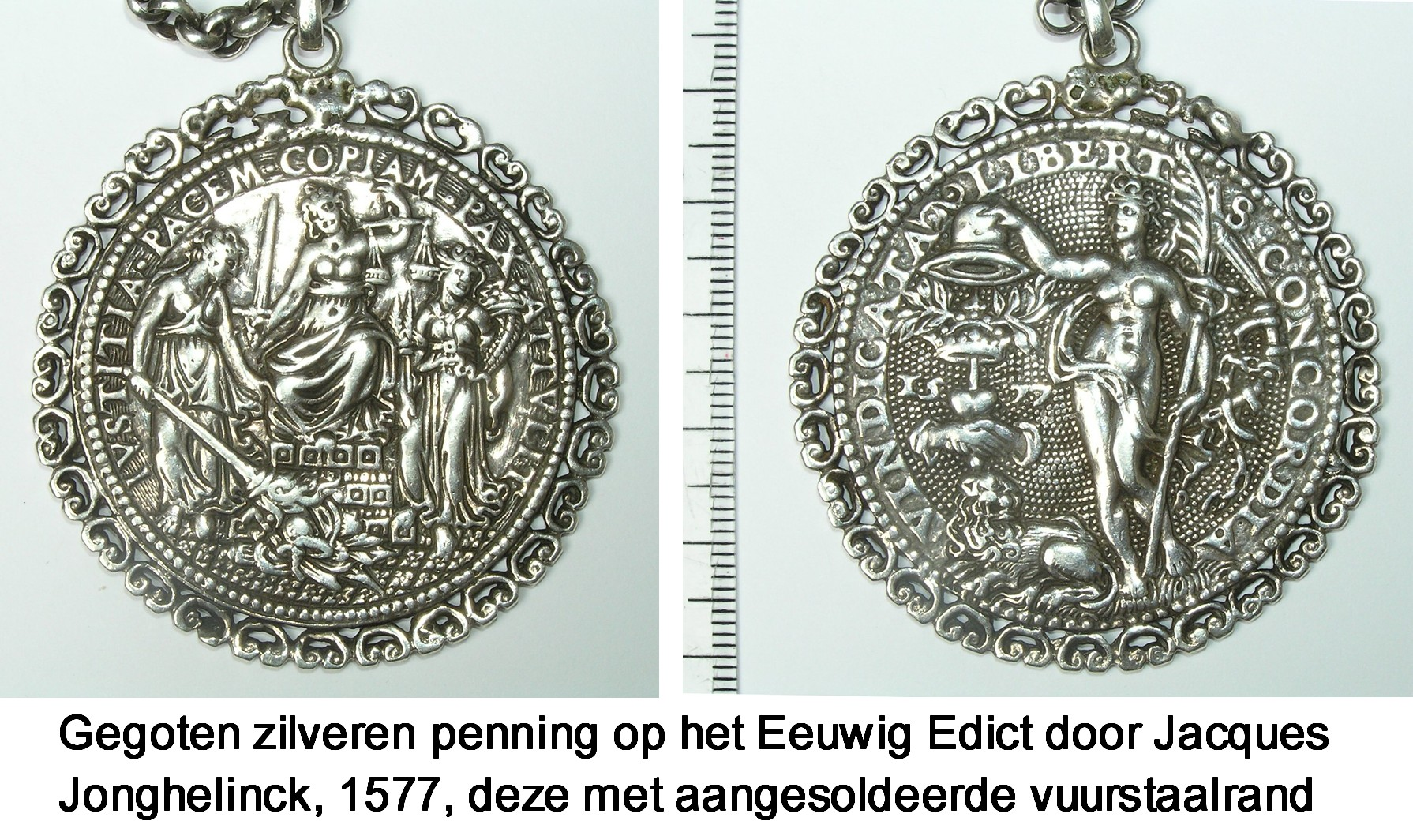
Zilveren penning op het Eeuwig Edict, 1577

De penning is in overgrote meerderheid bekend zoals afgebeeld met een aangesoldeerde vuurstaalrand en al dan niet afgebroken oog. Hij was dus duidelijk bedoeld als draagpenning. Op de voorzijde zien we de Vrijheid. Op de keerzijde de Vrede, Justitia en Overvloed.
Ofschoon Jonghelinck zo veel mogelijk op het zilver probeerde te besparen – veel exemplaren vertonen gaatjes in het veld van de penning door dunne gieting – duidt de productie in grote aantallen en het formaat van de penning op een flinke welvaartstoename in de Nederlanden.

## Geuzenpenningen met aanhangsels als kalebasflesjes en bedelnapjes
In het begin van de 17e eeuw wordt duidelijk dat het noordelijk deel van de Nederlanden de oorlog met Spanje gaat winnen. Zoals te verwachten neemt daardoor ook het aantal "geuzen" flink toe. Maar ook de welvaart is behoorlijk toegenomen. Als gevolg is er flinke belangstelling voor geuzenpenningen. De oude penningen uit 1566 tot 1572 worden veelvuldig gekopieerd, er worden ook nieuwe types ontworpen. Al in de 17e eeuw ontstaat het gebruik om kleine kalebasflesjes en bedelnapjes aan de penning te hangen. De geuzenpenning van Jonghelinck wordt vanaf de 18e eeuw de meest gekopieerde en is dan voorzien van twee kalebasflesjes en één bedelnap. Dat is ook de uitvoering waarin de huidige Geuzenpenning (voor strijd tegen dictatuur, racisme en discriminatie en voor democratie) wordt uitgereikt. Kopie-exemplaren van deze uitvoering verschenen vanaf de jaren 1960 opnieuw op de markt.

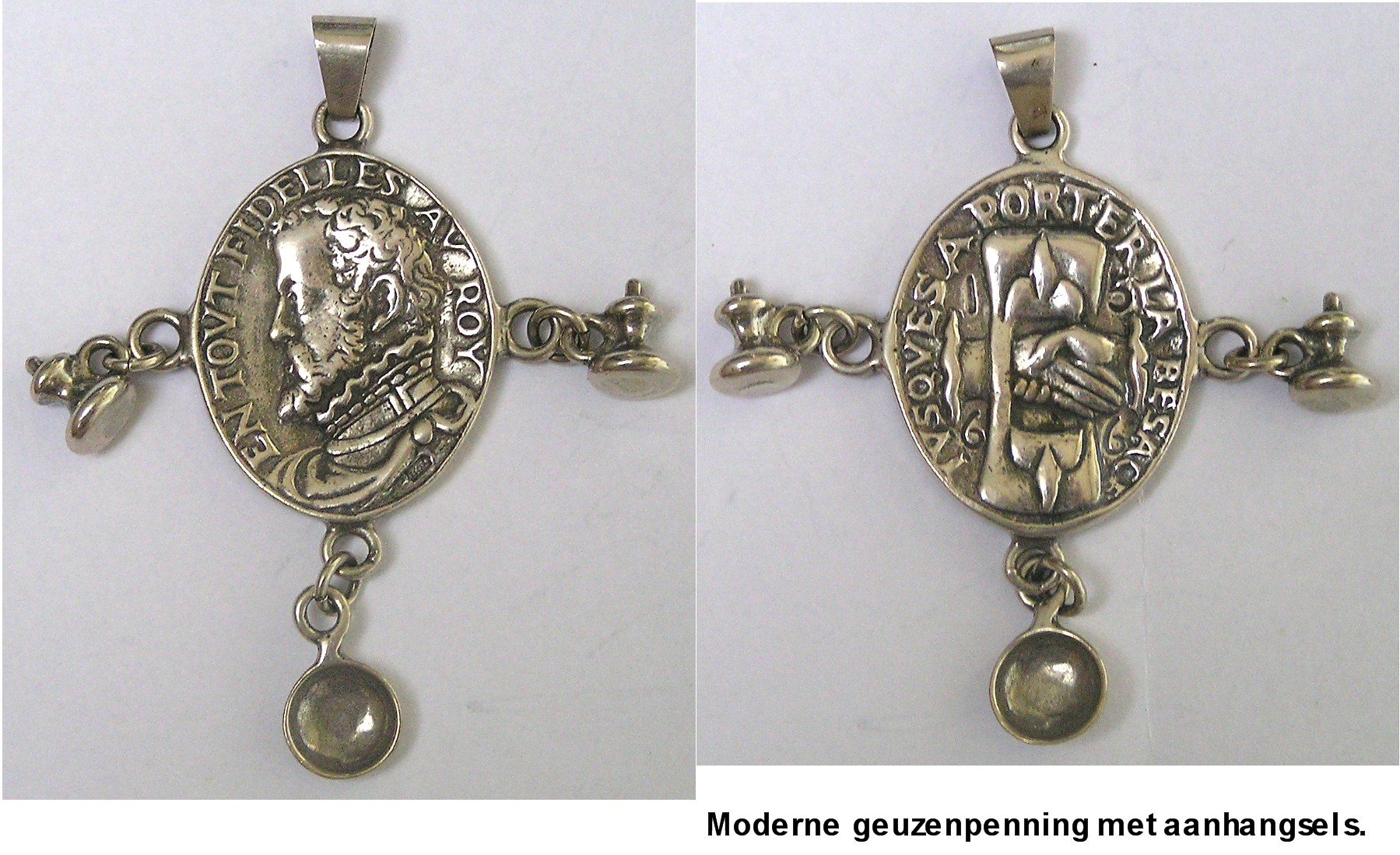
Moderne zilveren geuzenpenning

## Een geuzenpenning met het jaartal 1567
Op een veiling van Jean Elsen et ses Fils, Brussel, dook in 2015 een bronzen geuzenpenning naar het model van Jonghelinck op met het jaartal 1567. Het jaartal was er in aangebracht na de gieting. Een tijdgenoot zou 1567 zien als het jaar van begin van de opstand. Pas later – na 1648 met de vrede van Munster – is men 1568 gaan zien als begin van de dan geïntroduceerde Tachtigjarige Oorlog. Er is ten minste één andere geuzenpenning met het jaartal 1567 bekend. De penning wordt daarom beschouwd als een laat 16e of nog vroeg-17e-eeuwse versie naar het model van Jonghelinck ter herdenking van het begin van de opstand in 1567. De penning is hier onder afgebeeld. Hij dient als uiterst zeldzaam te worden beschouwd.

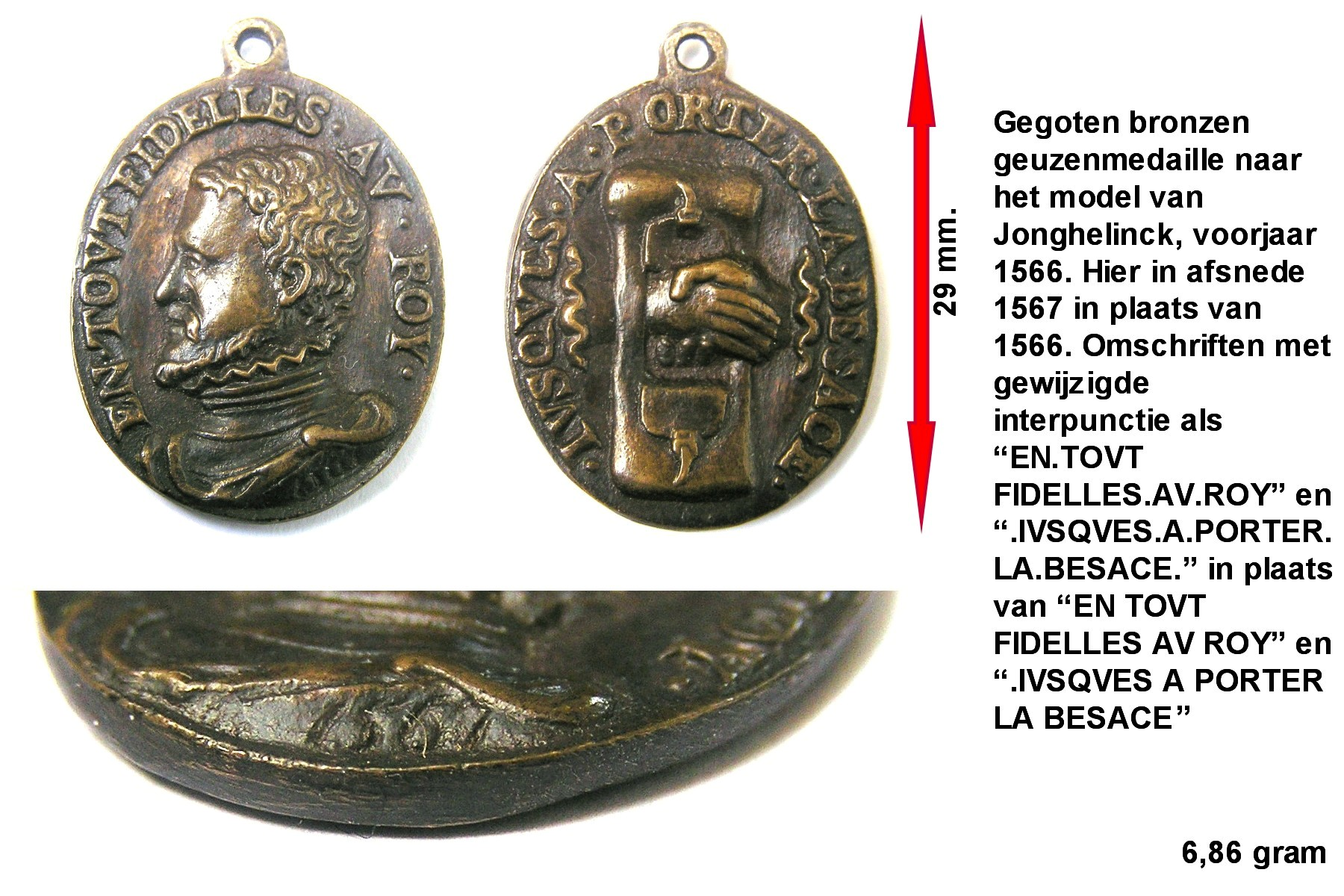
Bronzen geuzenpenning 1567